# 多忠亮

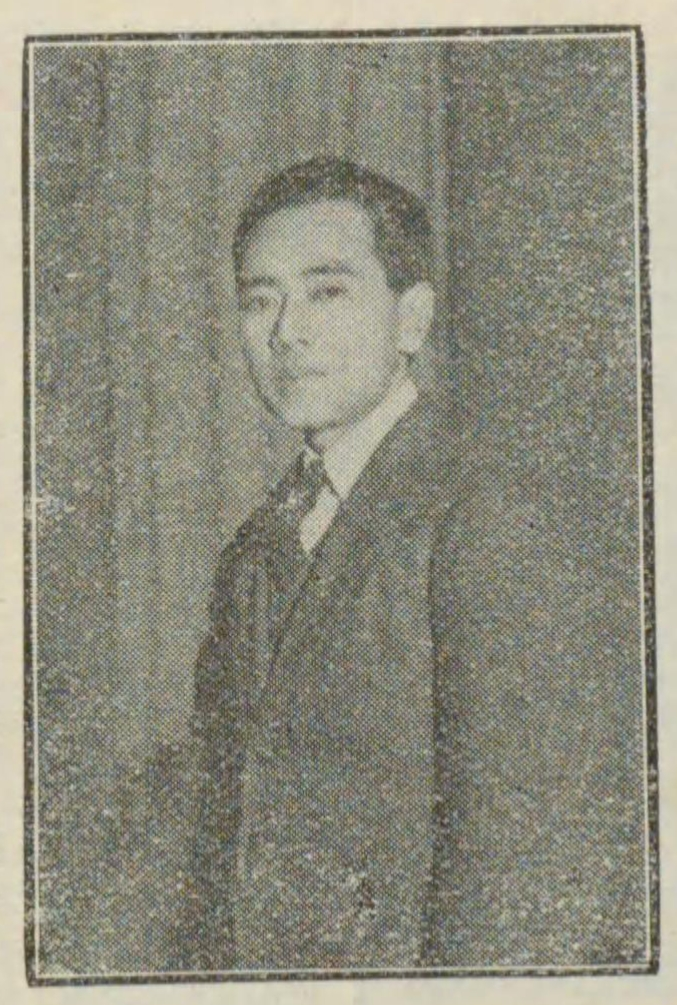
多忠亮の写真

多 忠亮（おおの ただすけ、1895年（明治28年）5月3日 - 1929年（昭和4年）12月3日）は、大正期のヴァイオリン奏者・作曲家。
東京生まれ。旧制芝中学校（第8回生）を卒業し、東京音楽学校（現・東京藝術大学音楽学部）入学。宮内省式部職楽部所属の雅楽の家柄出身ではあるが、洋楽に専心してヴァイオリンを専攻する。竹久夢二の「宵待草」の詩に感動し、これに曲を付けて1918年（大正7年）にセノオ楽譜より出版した。

## 家系
多家（おお）は、神武天皇の子・神八井耳命に始まり、『古事記』を編纂した太安万侶（多安万呂：おおの やすまろ）の子孫の家系とされ、先祖には平安期に伝統神楽の形式を定めた多自然麿を擁しており、代々皇室に仕える楽人家として多くの雅楽家を輩出した。